# Wang Lei (schermidore)
Wang Lei (王磊S, Wáng LěiP; Shanghai, 20 marzo 1981) è uno schermidore cinese, specializzato nella spada. Ha vinto una medaglia d'argento nella scherma ai Giochi olimpici.